# Карл Борвін Мекленбурзький
Карл Борвін Крістіан Александер Артур, герцог Мекленбурзький (нім. Karl Borwin Christian Alexander Arthur, Herzog zu Mecklenburg; 10 жовтня 1888, Нойштреліц — 24 серпня 1908, Сен-Мартін поблизу Меца) — німецький офіцер, лейтенант Прусської армії. Загинув на дуелі.

## Біографія
Карл Борвін — молодший син великого герцога Мекленбург-Стреліцького Адольфа Фрідріха V і його дружини, великої герцогині Єлизавети Ангальт-Дессауської, дочки герцога Фрідріха I Ангальтського і герцогині Антуанетти Саксен-Альтенбурзької. По батьківській лінії Карл Борвін був онуком великого герцога Фрідріха Вільгельма II і Августи Кароліни Кембридзької. Рідкісне друге ім'я Борвін отримав на честь декількох своїх предків, що носили ім'я Генріх Борвін. Виріс разом з братом і сестрами в палаці Нойштреліц. Після школи присвятив себе військовій кар'єрі і поступив на службу в званні лейтенанта в 24-й Гольштейнський полк польової артилерії, що розміщувався в Гюстрові.
Передчасна смерть Карла Борвіна настала 24 серпня 1908 року в результаті смертельного поранення на дуелі. За найпоширенішою версією того, що сталося в серпні 1908 року 19-річний Карл Борвін, який в той час знаходився на навчанні у військовій школі в Меці, викликав на дуель чоловіка своєї старшої сестри Марії графа Жаметеля, щоб захистити її честь і честь великогерцогського дому.
Старша сестра Карла Борвіна Марія вступила в 1899 році в морганатичний шлюб з графом Жоржем Морісом Жаметелем. Пара проживала поперемінно в Лондоні і Сен-Жермен-ан-Ле у Франції. У 1906 році подружжя ухвалило рішення про роздільне проживання. У 1908 році Марія подала на розлучення після того, як надбанням громадськості став роман її чоловіка з принцесою Марією Еулалією Іспанської.
Карл Борвін був похований у новій усипальниці іоаннітської церкви на Палацовому острові в Мирові. Всупереч традиціям Мекленбурзького дому, труна з останками герцога була закрита ще в Меці й не відкривалася для прощання в Мекленбурзі, причини смерті Карла Борвіна замовчувалися, що послужило приводом для чуток про самогубство герцога Карла Борвіна після того, як нібито якийсь п'яний фенріх несхвально відгукнувся про його сестер, а The New York Times ще в 1918 році повідомляла про те, що Карл Борвін позбувся життя в результаті автомобільної аварії.
Смерть Карла Борвіна посилила династичні проблеми в Мекленбург-Стреліці, надавши додатковий тиск на його старшого брата, неодруженого наслідного великого герцога Адольфа Фрідріха, який вкоротив собі віку з незрозумілих причин через десять років.

## Нагороди
- Орден Вендської корони, великий хрест з короною в руді (12 березня 1905)
- Орден Альберта Ведмедя, великий хрест
- Орден Грифа, лицарський хрест
- Орден князя Данила I, великий хрест

## Галерея

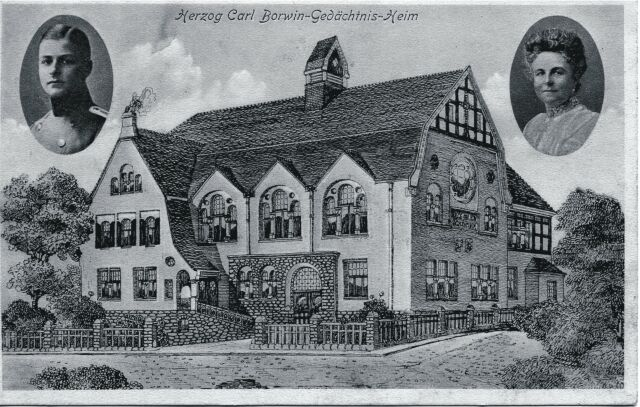
Меморіальний інтернат герцога Карла Бронвіна (листівка 1910 року). В кутах — фото герцога і його матері.